# Szkopjei nemzetközi repülőtér
A Szkopjei nemzetközi repülőtér, hivatalos nevén Szkopje-Nagy Sándor nemzetközi repülőtér (macedónul: Аеродром „Александар Велики“ Скопје) (IATA: SKP, ICAO: LWSK) Észak-Macedónia egyik nemzetközi repülőtere, amely Szkopje közelében található. Korábban Petroveci repülőtérként volt ismert. Éves utasforgalma 2 883 378 fő (2023).

## Futópályák
A repülőtér futópályái:
- 16/34 (2950 m, 45 m, aszfalt)

## Forgalom
Az utasforgalom az elmúlt években az alábbi módon változott:
| Utasok száma | 312 492 | 603 447 | 440 988 | 499 789 | 525 965 | 658 367 | 828 831 | 1 649 374 | 2 360 400 | 2 883 378 |
|              | 1990    | 1994    | 1997    | 2001    | 2005    | 2008    | 2012    | 2016      | 2019      | 2023      |